# Біорегіоналізм
Біорегіоналізм (нове проживання) — напрям у екофілософії, що представляє навмисну спробу викликати у людей почуття «тубільності» по відношенню до місця свого проживання, політико-філософська доктрина, згідно з якою любов до землі і спосіб життя формуються конкретним місцем проживання людей. У біорегіоналізмі приховано ідею децентралізації як у політичній, так і в економічній сферах. Біорегіоналізм припускає, що людський спосіб життя повинен бути сумісним з вимогою біорегіональних спільнот планети.
Розробниками теорії біорегіоналізму є екологісти П. Берг і Р. Десманн. Основоположні принципи були розроблені К. Сейлом і Дж. Доджем.
В основу даного вчення покладено поняття «біорегіону». Відповідно до цієї концепції, біорегіон — це територія, сформована певними умовами природного ландшафту (екосистеми) і може бути значною мірою самодостатньою для забезпечення спільності людей, що там мешкає, достатніми ресурсами. Крім цього, біорегіон визначається не тільки як природна структура, але і як якась сфера суспільної свідомості про місце і сукупності принципів, згідно з якими слід жити людям на даному місці.
Біорегіоналізм можна визначити як принцип узгодження економіки, культури, освіти та системи управління якоїсь територіальної спільноти з екологічним потенціалом даного регіону. Біорегіоналізм являє собою спробу створити економіку, технології, ресурсні джерела, обіг матеріалів і систему освіти, які відповідали б природним умовам даного регіону. На думку біорегіоналістов, люди зобов'язані пізнавати землю навколо себе, її закони і потенціал, щоб жити в гармонії з нею, відповідно до її ритмів, що має допомогти скоротити духовну дистанцію між людиною і землею. Біорегіоналізм наполягає на комунальній власності на землю, оскільки природні ресурси належать усім рівною мірою і таке спільне господарювання має стимулювати дбайливе ставлення до ресурсів, зменшення обсягів відходів, технології вторинної переробки тощо Важливим аспектом біорегіоналізму є ідея протидії тривалій деградації екосистем і, найголовніше, їх відродження. Останнє є найпершою і найважливішою формою екологічного мистецтва, оскільки вимагає доскональних знань функціонування природних систем, тонкого сприйняття специфіки даної місцевості, розробки відповідних технологій, а також важкої фізичної праці на землі.
Прихильники біорегіоналізму звертають увагу на безпосереднє фізичне і культурне оточення, на багатства і обмеженість кожного конкретного місця. Цей погляд вчить нас усвідомлювати і жити можливостями природних систем, частинами яких ми є. У розділі «Що таке біорегіоналізм?» Книги «Додому! Біорегіональний читач» редактори пишуть:
Біорегіоналізм вимагає, щоб людське суспільство було більш тісно пов'язане з природою (звідси приставка «біо-») і більш усвідомлювало специфіку своєї місцевості, регіону, області проживання (тому слово «регіон»). Для людей, які проявляють саме крайнє відчуження від природи, яке тільки можна уявити, і хто — особливо в Північній Америці — так незвично відсторонений від конкретної місцевості, біорегіоналізм є вагомим визнанням того, що сьогодні ми заплуталися без адекватної всеосяжної філософії життя, здатної спрямовувати наші зусилля до розумних альтернатив. Біорегіоналізм пропонує занурити людську культуру у природну систему, визнати, що кожне місце на Землі повністю пристосоване до людських потреб і що не слід виснажувати Землю нашими запитами. 
Біорегіоналізм привносить у екологічну освіту повагу до місця, повагу до людей, які проживають на цьому місці, розуміння взаємозалежності і допомагає відійти від антропоцентриського і анатомічного навчання, яке відчужує нас від навколишнього середовища і один від одного. К. Боуерс в проникливій післямові до своєї книги «Елементи пост-ліберальної освіти», названому «Значення біорегіоналізму для радикальної теорії освіти» пише:
… сучасні інтерпретації відчуження виводять на перший план людину, яка відмовляється від спадщини (місця або оточення). Для біорегіоналістів людина і місце пов'язані один з одним. Ця більш ніж біорегіоналістська позиція має пряме значення для осмислення цілей освіти так само, як і для переосмислення деяких упереджень, які довго займали привілейоване становище в освітніх колах. Знання місця, важливість вкоріненості — це не вираз ностальгічного бажання повернутися до простоти і примітивного минулого. Прихильники біорегіоналізму по-справжньому зацікавлені у вирішенні проблем. 

## «Шість функцій біорегіоналізму» Томаса Беррі
1. Визнання, що всі види в регіоні мають таке ж право на життя і використання його, як і ми, утримувати їхнє навколишнє середовище і міграційні коридори,
2. Взаємна опіка: означає, що зростання, розвиток, використання ресурсів обмежені добробутом інших членів громади, які проживають в цьому районі, і не можуть переходити за ті межі, які вирішуватимуть життєво важливі потреби інших видів;
3. Біорегіональна освіта: на рівні фізичному, хімічному, біологічному та культурному біорегіон надає освітні моделі, важливим аспектом чого є досвід, а не тільки передача інформації;
4. Самоврядування: кожний біорегіон характеризується певним внутрішнім порядком, який склався в результаті процесу еволюції, порушення цього порядку призведе до знищення біорегіону та її «зовнішніх» відносин, управління повинне бути «знизу-вгору» і інтереси кожного мешканця (не тільки людини) повинні бути представлені;
5. Самозцілення: кожний біорегіон має потужність, яка дозволяє йому відновитися, навіть руйнування якось ділянки в межах біорегіону може бути «зцілене» завдяки його потенційним можливостям — це стосується не тільки до світу природи, а й до людин;
6. Власна вираженність і самодостатність: кожний біорегіон до певної міри самодостатній, і його сутність виражається в різних природних і культурних формах, власне, з них виникає регіональне культурне різноманіття.[6].

## Критика біорегіоналізму
Не можна не згадати і про деякі проблемні місця біорегіоналізму. По-перше, не зовсім досконалим є само ключове поняття біорегіона. Визначення це досить розпливчасте і не має чітких кордонів. Тому можуть виникати ситуації, коли критерії, за якими визначається той чи інший біорегіон, не просто не зовсім узгоджуються один з одним, але навіть іноді виключають один одного. По-друге, біорегіоналізм не дає чіткої відповіді на такі природні процеси в людському суспільстві як міграція взагалі і трудова міграція зокрема. Хоча дорікнути в самоізоляції біорегіоналістів було б помилково. Один з ключових постулатів біорегіоналізму закликає до спілкування з сусідами та обміну з ними досвідом.